# Thaumastura
Thaumastura is een geslacht van vogels uit de familie kolibries en de geslachtengroep Mellisugini (bijkolibries). Het geslacht kent één soort:
- Thaumastura cora  – Peruaanse schaarstaartkolibrie